# ジェフリー・リーバー
ジェフリー・リーバー（Jeffrey Lieber）は、アメリカ合衆国の脚本家、プロデューサーである。テレビシリーズ『LOST』の企画者の1人として知られる。

## 人物
ABCは『LOST』のパイロット版の脚本を書かせるためにリーバーを雇った。当初『Nowhere』と題されたそのシリーズは『蝿の王』と『キャスト・アウェイ』の影響を受けた現実的なものであった。プロジェクトが進むにつれてABCはリーバーの方向性に難色を示し、J・J・エイブラムスとデイモン・リンデロフのスタジオと契約を交わし、脚本を書き直させた。その後全米脚本家組合の調停により、リーバー、エイブラムス、リンデロフの3名が番組企画者としてクレジットされることなり、パイロット版でも3人は原案として共同クレジットされた。リーバーは全米脚本家組合賞でもノミネート対象となった。
映画では『エバーラスティング 時をさまようタック』や『フラッシュバック』に参加した。
2010年にはテレビシリーズ『マイアミ・メディカル』を企画したが13話で打ち切られた。
2011年から2013年にはUSAネットワークの『ダニーのサクセス・セラピー』で脚本、製作総指揮、ショーランナーを務めた。
2018年からはYouTube Premiumのオリジナルドラマシリーズ『インパルス』の脚本、製作総指揮を務めている。